# Espiritismo en Costa Rica

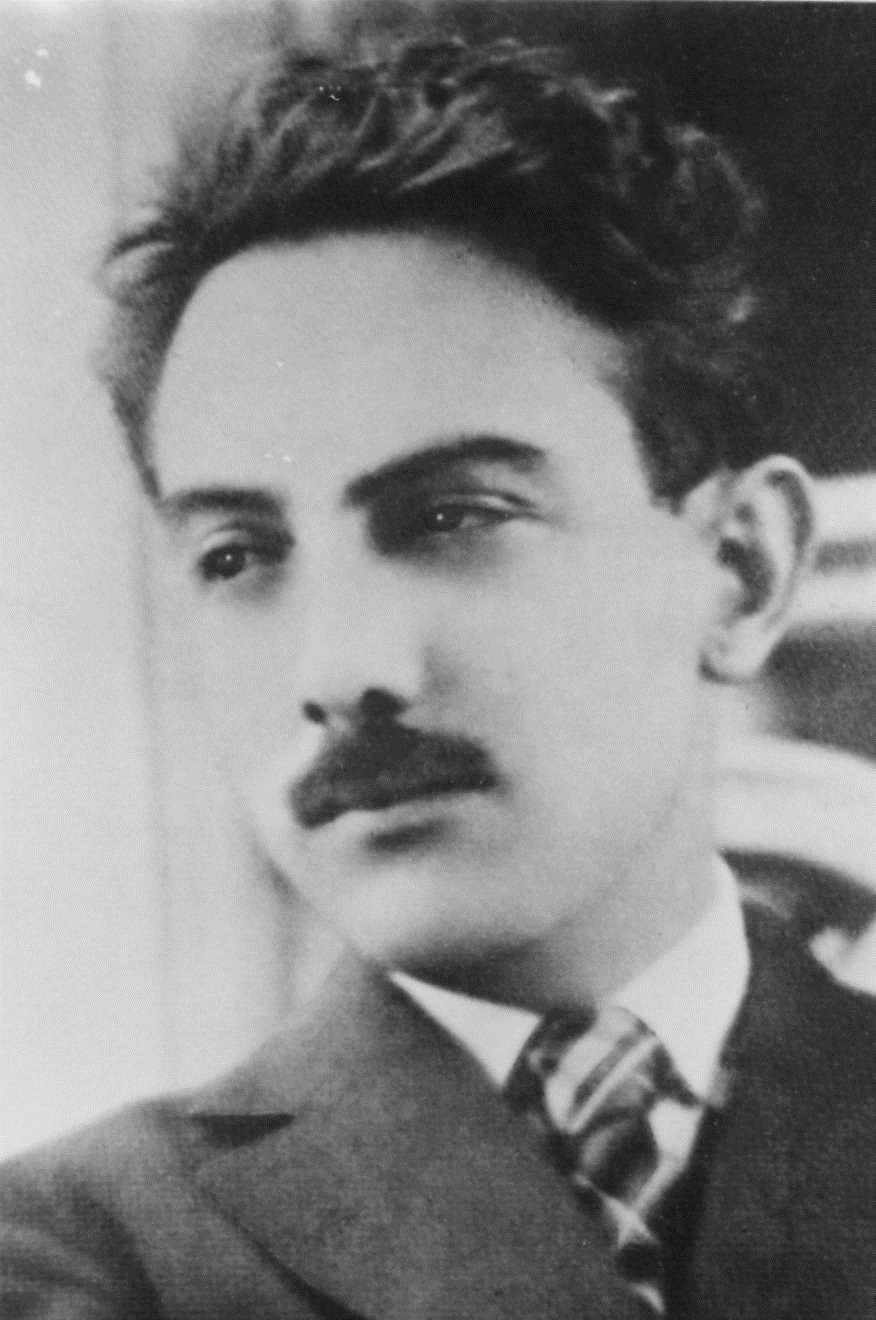
Omar Dengo

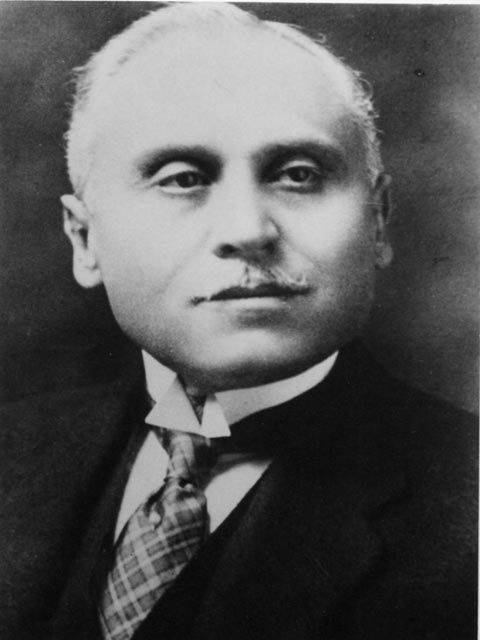
Ricardo Fernández Guardia

El espiritismo en Costa Rica se refiere a la corriente espiritual surgida en Costa Rica a principios del siglo XX y de la cual fueron adeptos renombradas figuras de la élite intelectual y política.
Desde 1874 ya el vicario Domingo Rivas alertaba desde el púlpito contra la circulación de literatura espiritista de Allan Kardec en el país. Aunque se desconoce el inicio exacto del espiritismo en Costa Rica ya desde 1896 existe al menos un círculo ocultista que publica la revista Grano de Arena, editada por un barbero alajuelense, un pintor y un artesano de nombres Domingo Núñez, Agustín Ramos y Pedro Pérez respectivamente. La revista se declaraba como racionalista y era fuertemente crítica del catolicismo. Dejó de imprimirse en 1889 por falta de fondos.
Entre las personas ligadas a la publicación se encuentran el abogado nicaragüense Salvador Jirón, el educador Amadeo Madriz (tutor de los escritores Manuel González Zeledón y Carlos Gagini), el general Federico Fernández (hermano del presidente y masón Próspero Fernández y padre del intelectual y teósofo Rogelio Fernández Güell), el político Francisco Boza, el colombiano Francisco Lamus y el empresario español Antonio Rodríguez, y mujeres, como Celina Fernández Giralt y María Rojas. En 1896 se menciona por primera vez a la Sociedad Benefactora de Estudios Psicológicos en El Grano, misma que se conectaría con organizaciones espiritistas internacionales, particularmente de España y distribuiría la Revista de Estudios Psicológicos de Barcelona en el país, así como artículos de El Grano se publicarían en el exterior.
Para principios del siglo XX el espiritismo llamaría la atención de distintos pensadores, desencantados tanto con el positivismo científico del que eran críticos por su materialismo, como de la religiosidad tradicional especialmente la católica, a la que tachaban de supersticiosa. Siendo Omar Dengo uno de estos, y quien escribió un artículo a la muerte del químico y espiritista William Crookes. Los espiritistas costarricenses en general buscaban aplicar una metodología científica y racionalista al espiritismo, desconfiando de lo que consideraban superchería. entre las figuras que se interesaron por el espiritismo se cuenta a Omar Dengo, el canciller Ricardo Fernández Guardia, el magistrado Alberto Brenes Córdoba, el pintor Enrique Echandi, los futuros dictadores hermanos Federico y José Joaquín Tinoco y el estudioso del esoterismo Rogelio Fernández Güell quien, según Abelardo Bonilla, fue iniciado en el espiritismo por el presidente mexicano Francisco I. Madero.
El espiritismo fue rápidamente denunciado por distintos clérigos católicos acusándolo de satanismo. En 1906 se forma el Círculo Franklin de espiritistas que estudia las habilidad de médium de Ofelia Corrales. En 1911 se forma el Centro Espiritista Claros de Luna dirigido por el futuro director del Museo Nacional (bajo el gobierno de Tinoco) y director del Colegio Superior de Varones, Ramiro Aguilar, y que publica a partir de 1923 una revista del mismo nombre. Entre sus miembros se contaron el futuro ministro de Educación Napoleón Quesada, Daniel González Víquez (hermano del presidente Cleto González Víquez), Rómulo Tovar, Moises Vincenzi Pacheco y el futuro ministro de educación y director del Colegio Superior de Señoritas Salvador Umaña.
Entre 1921 y 1923 se habían creado círculo espiritistas en Puntarenas, Limón, Goicoechea y Mora. Para 1925 se funda el Centro de Estudios de Psicología Experimental que publicaba la revista mensual El Estudio entre noviembre de 1925 y octubre de 1928.